# Jimmy Engoulvent
Jimmy Engoulvent (Le Mans, 7 de dezembro de 1979) é um ciclista profissional francês, que atualmente compete para a equipe Team Europcar. No Tour de France 2012, ele foi o último na classificação geral, o lanterne rouge.